# VC Tirol
Der VC Tirol ist ein österreichischer Frauenvolleyballverein aus Innsbruck in Tirol. Der Verein wurde im Mai 1997 gegründet und ist Mitglied des Tiroler Volleyball-Verbandes und des ASKÖ. Die Heimspiele werden im Landessportheim Innsbruck ausgetragen, die Vereinsfarben sind gelb und blau.

## Geschichte
Die Frauenvolleyabteilung des SV Reichenau gründete am 7. Mai 1997 einen eigenständigen Volleyballverein, den VC Tirol. Die Gründungsmitglieder waren Therese Achammer (ITV-Leichtathletin), Dieter Gassler, Barbara und Michaela Achammer. Josef Hauer, ein Sponsor, wurde schnell gefunden. Ein Jahr später wurde der Verein Tiroler Meister und Tiroler Cupsieger und schaffte den Aufstieg in die 2. Bundesliga West. Wiederum ein Jahr später, 1999, stieg der Frauenvolleyballverein in die 1. Bundesliga auf. Seither spielten die Tirolerinnen in der ersten Liga Österreichs und wurde einmal Dritter und 2016 Vizemeister.

## Erfolge
- Österreichischer Vizemeister
- Teilnahme an CEV-Europacup-Bewerben
- Tiroler Meister